# Gabriel Serényi (1817)
Gabriel hrabě hrabě Serényi von Kis-Serényi, celým jménem Gabriel Jan Nepomuk Antonín Alois Ignác hrabě Serényi von Kis Serény (německy Gabriel Johann Nepomuk Anton Aloys Ignaz Graf Serényi von Kis Serény; 9. listopadu 1817 Lomnice – 26. dubna 1868 Luhačovice) byl moravský šlechtic a politik, poslanec moravského zemského sněmu a majitel velkostatku a lázní Luhačovice.

## Životopis

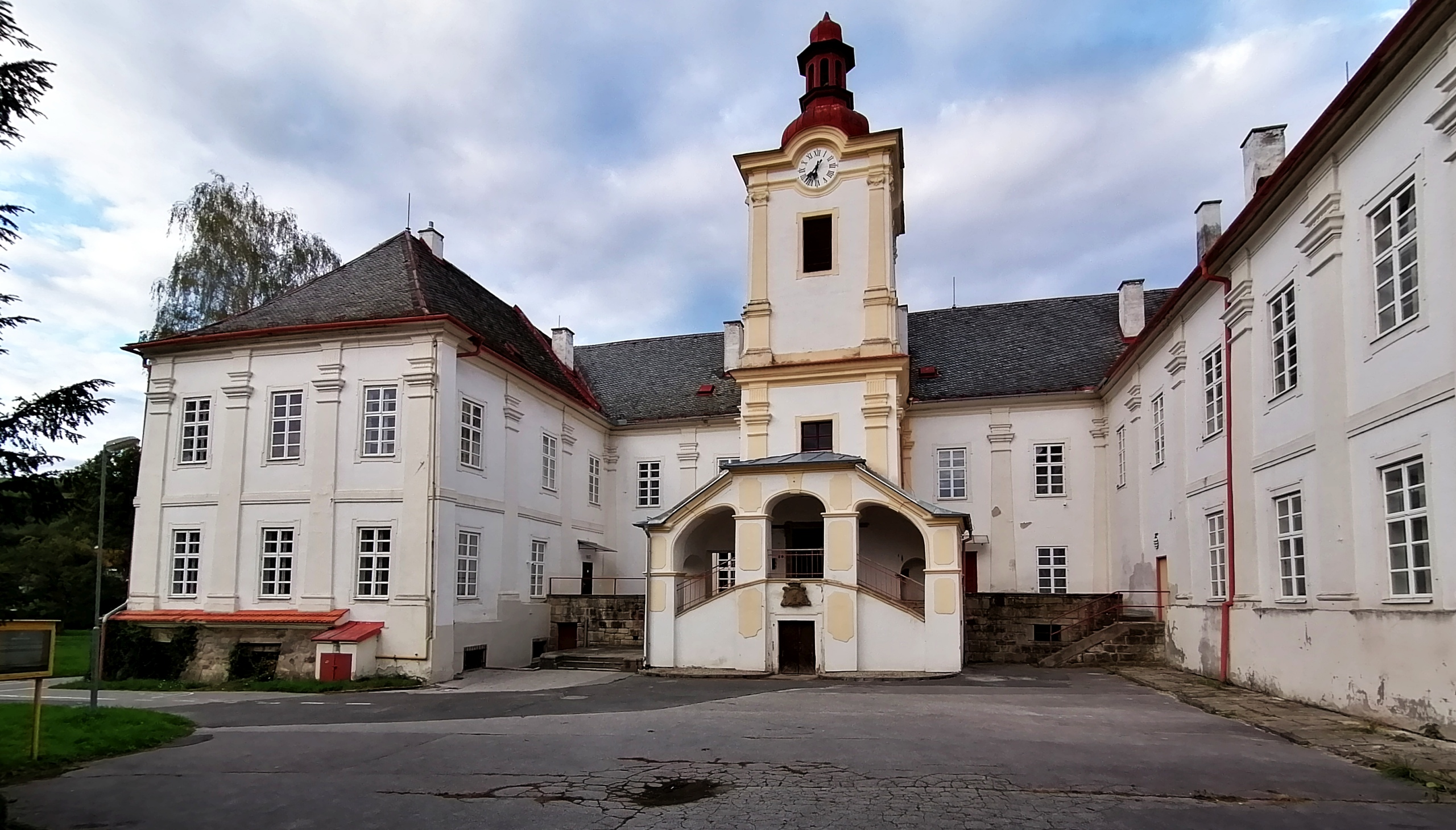
Zámek Luhačovice

Pocházel ze starobylého uherského rodu Serényiů usazeného na Moravě, narodil se na zámku v Lomnici u Tišnova, jeho otcem byl hrabě Jan Nepomuk Serényi (1776–1854). Studoval v Košicích, Pešti a Banské Štiavnici, poté působil ve státních službách. Z postu sekretáře uherské dvorské komory odešel v roce 1848 do výslužby, poté se věnoval správě rodinného majetku (velkostatek Luhačovice převzal od otce v roce 1850). Později znovu vstoupil do politiky jako poslanec moravského zemského sněmu (1861–1868), kde se aktivně věnoval různým tématům. Souběžně se podílel na rozvoji lázní v Luhačovicích. Tady také zemřel ve věku padesáti let. Pohřben je v rodové hrobce v kostele sv. Martina v Pozlovicích.

## Rodina
V Brně se oženil 30. května 1843 s baronkou Henriettou Hentschelovou z Gutschdorfu (25. 12. 1822 Brno – 9. 8. 1893 Luhačovice). Narodilo se jim pět (nebo šest) dětí, tři (čtyři) dcery a dva synové. Starší z nich, Otto Serényi dosáhl v politice postu moravského zemského hejtmana, jím také došlo k opětovnému sloučení velkostatků Lomnice a Luhačovice pod správu jednoho majitele.
- 1. Gabriella (13. 3. 1845 Nagybánya – 29. 8. 1917 Brno)
  - ⚭ (4. 12. 1862 Luhačovice) Artur z Lederer-Trattnernu (28. 12. 1831 Vídeň – 22. 5. 1886 Vídeň)
- 2. Irma (16. 11. 1845 Nagybánya – 11. 11. 1921 Kreutberg)
- 3. Ilka (30. 4. 1849 Brno – 9. 12. 1930 Vídeň) 
  - ⚭ (10. 7. 1871 Vídeň) Arnošt Sedlnitzky-Odrowaz von Choltitz (23. 11. 1841 Brno – 30. 1. 1904 Görz)
- 4. Paula (5. 3. 1854 – 25. 9. 1886 Terlau)
- 5. Otto (21. 9. 1855 Luhačovice – 27. 12. 1927 Brno)
  - ⚭ 1. (22. 10. 1887 Vídeň) Josefina Berchtoldová z Uherčic (4. 3. 1862 Buchlov – 9. 9. 1888 Luhačovice)
  - ⚭ 2. (26. 11. 1892 Vídeň) Leopoldina Harrachová z Rohrau a Thannhausenu (4. 1. 1872 Vídeň – 30. 7. 1917 Brno)
- 6. Géza (12. 9. 1858 Luhačovice – 1939 Brno)
  - ⚭ (12. 9. 1881 Minneapolis, Minnesota, USA) Mary Schillock (5. 8. 1856 Greenfield, Massachusetts, USA – ?)